# Paracoenosia tonnoiri
Paracoenosia tonnoiri är en tvåvingeart som beskrevs av Malloch 1938. Paracoenosia tonnoiri ingår i släktet Paracoenosia och familjen husflugor. Inga underarter finns listade i Catalogue of Life.